# Cache Discovery Protocol
Cache Discovery Protocol (CDP) es una extensión del sistema de distribución de archivos de BitTorrent. Está diseñado para soportar el descubrimiento y la utilización de los cachés web locales por los nodos BitTorrent, normalmente establecidos por los ISPs que desean minimizar el impacto del tráfico BitTorrent en sus redes.
Cache Discovery Protocol fue originalmente desarrollado en conjunto por BitTorrent, Inc. y CacheLogic y fue usado por primera vez en la versión 4.20 del cliente BitTorrent oficial, lanzado el 22 de junio de 2006. Sin embargo, pese a las afirmaciones de que los detalles del protocolo serían publicados, hasta la fecha ninguna especificación se ha hecho pública.